# Ingvaeonique

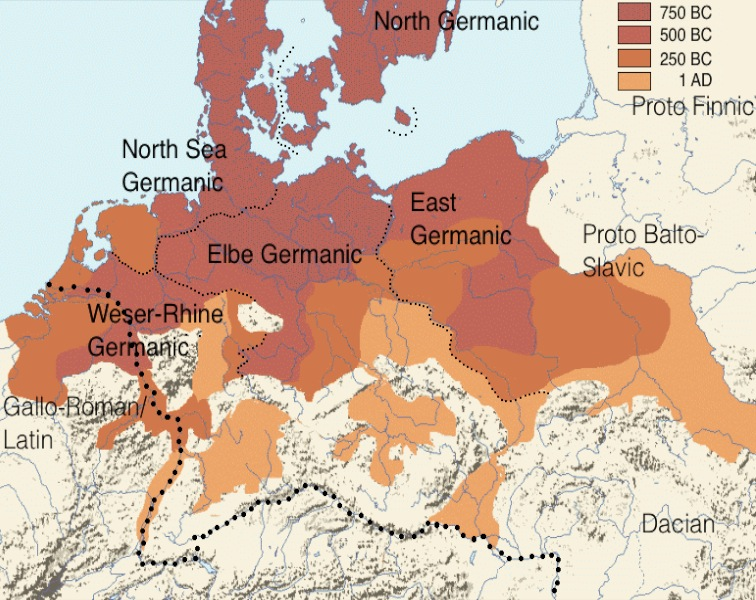
Distribution des groupes linguistiques germaniques vers 1 ap. J.-C. En rouge, les Ingvaeones au nord des Istvaeones en orange (régions franques) et des Irminones (en jaune)

L’ingvaeonique, ou ingvæonique, ou germanique de la mer du Nord, est un groupe hypothétique de langues germaniques occidentales incluant le vieux frison, le vieil anglais et d'une moindre façon le vieux saxon. L’ingvaeonique est nommé d’après les Ingaevones, un groupe culturel germanique occidental ou une proto-tribu qui vivait le long de la côte de la mer du Nord. Il n’est pas considéré comme un protolangage monolithique, mais plutôt comme un groupe de dialectes proches ayant traversé de manière relativement unie plusieurs changements linguistiques. Ce regroupement a été proposé par le linguiste allemand Friedrich Maurer comme une alternative à l’arbre strict décrit par le linguiste du XIXe siècle August Schleicher qui supposait la présence d’un groupe anglo-frison spécial.

## Caractéristiques
Les indices de l’existence du groupe ingvaeonique sont des innovations communes observées en vieux frison, vieil anglais et vieux saxon telles que :
- la loi des nasales spirantes ingvaeoniques, qui changea par exemple *munþ (cf. vieux haut-allemand mund) en mūþ (cf. vieil anglais mūþ) ;
- la perte du pronom réfléchi ;
- l’union des trois formes du pluriel verbal germanique en une seule forme se terminant par -þ ;
- l’évolution des verbes faibles de la classe III en une classe « relique » constituée de quatre verbes : *sagjan « dire », *hugjan « penser », *habjan « avoir », *libjan « vivre » ;
- le partage de la désinence *-ō- des verbes faibles de la classe II en *-ō- et *-ōja- ;
- le développement d’une désinence *-ōs pour le pluriel des noms en a[note 2] ;
- éventuellement, la monophtongaison du germanique *ai vers ē/ā  (cela pourrait également représenter un changement indépendant en vieux saxon et en anglo-frison).